# Чирикеево
Чирикеево — село в Майнском районе Ульяновской области России. Входит в состав Старомаклаушинского сельского поселения.

## География
Село находится в центральной части Ульяновской области, в зоне хвойно-широколиственных лесов, в пределах Приволжской возвышенности, на расстоянии примерно 44 километров (по прямой) к северо-северо-западу (NNW) от Майны, административного центра района. Абсолютная высота — 177 метров над уровнем моря.
Климат
Климат характеризуется как умеренно континентальный, с тёплым летом и умеренно холодной зимой. Среднегодовая температура воздуха — 4 — 4,2 °С. Средняя температура воздуха самого тёплого месяца (июля) — 19,5 °C ; самого холодного (января) — −11,8 °C. Среднегодовое количество атмосферных осадков составляет 310—460 мм, из которых большая часть (242—313 мм) выпадает в тёплый период.
Часовой пояс
Село Чирикеево, как и вся Ульяновская область, находится в часовой зоне МСК+1. Смещение применяемого времени относительно UTC составляет +4:00.

## История
Основано в XVII веке.
В 1780 году, при создании Симбирского наместничества, деревня Чюрикаева, в вершинах речки Яклы, крещёных чуваш, вошла в состав Тагайского уезда. С 1796 года — в Симбирском уезде Симбирской губернии.

## Население
| 2010 |
| ---- |
| 308  |

Национальный состав
Согласно результатам переписи 2002 года, в национальной структуре населения чуваши составляли 98 % из 364 чел.